# 社会主义平等党 (英国)
社会主义平等党（英语：Socialist Equality Party）是英国的一个托洛茨基主义政党。该党成立于1986年，原名工人革命党（国际主义），分裂自工人革命党。该党的意识形态是社会主义、马克思主义、托洛茨基主义。该党是第四国际国际委员会的支部。